# Portas
Portas là một đô thị trong tỉnh Pontevedra, Galicia, Tây Ban Nha.
42°35′B 8°40′T / 42,583°B 8,667°T